# Бёттихер, Адольф
Адольф Бёттихер (нем. Adolf Bötticher; 12 декабря 1842, Блюмберг (ныне в составе Аренсфельде) — 9 июня 1901, Варникен, Восточная Пруссия) — немецкий архитектор, искусствовед, археолог и специалист по охране памятников истории.

## Биография
Сын священника. Учился в Берлинской строительной академии в 1865—1868 годах. В 1875—1877 он руководил археологическими раскопками в Олимпии. С 1877 года работал техническим сотрудником берлинского муниципалитета. В 1879—1882 Бёттихер совместно с Петером Валле издавал «Еженедельник для архитекторов и инженеров» (нем. Wochenblatt für Architekten und Ingenieure), в котором были опубликованы его первые работы, посвящённые Олимпии, Элевсину, Тегее, Пергаму, а также готической архитектуре Кипра.
В 1886 году Бёттихер начал изучать памятники архитектуры и искусства Восточной Пруссии. В 1891 году он был назначен провинциальным консерватором (то есть хранителем памятников истории) Восточной Пруссии. В 1892—1898 годах он издал восьмитомный труд «Строительные и художественные памятники провинции Восточная Пруссия» (нем. Bau- und Kunstdenkmäler der Provinz Ostpreußen). В 1889 был назначен провинциальным консерватором Западной Пруссии.
Умер в 1901 году в посёлке Варникен в Восточной Пруссии, ныне — посёлок Лесное в Калининградской области.

## Труды
Этот список неполон. Вы можете помочь википедии, дополнив его
- Auf griechischen Landstraßen. Nachdruck des Originals von 1883, Salzwasser-Verlag, Paderborn 2011, ISBN 9783864440045
- Olympia — Das Fest und seine Stätten. Nachdruck des Originals von 1886, Salzwasser-Verlag, Paderborn 2012, ISBN 9783864447266
- Bau- und Kunstdenkmäler der Provinz Ostpreußen